# Chloé Flipo
Vous pouvez aider à l'améliorer ou bien discuter des problèmes sur sa page de discussion.
- Il ne cite pas suffisamment ses sources. Vous pouvez indiquer les passages à sourcer avec {{référence nécessaire}} ou {{Référence souhaitée}}, et inclure les références utiles en les liant aux notes de bas de page. (Marqué depuis avril 2024)
- Certaines informations devraient être mieux reliées aux sources mentionnées dans la bibliographie ou les liens externes. Améliorez sa vérifiabilité en les associant par des références. (Marqué depuis avril 2024)

- Archive Wikiwix
- Bing
- Cairn
- DuckDuckGo
- E. Universalis
- Gallica
- Google
- G. Books
- G. News
- G. Scholar
- Persée
- Qwant
- (zh) Baidu
- (ru) Yandex
- (wd) trouver des œuvres sur Wikidata

Chloé Flipo, née en 1980, est une actrice française de cinema qui se consacre depuis 2003 au théâtre.
Au cinéma, elle est principalement connue pour son rôle de Marie Morzini, dans le film Ripoux 3 de Claude Zidi avec Philippe Noiret, Thierry Lhermitte et Lorànt Deutsch sorti en 2003.

## Filmographie
- 1999 : H, épisode Une histoire de champignons, de Jean-Luc Moreau
- 2001 : Yamakasi, d'Ariel Zeitoun
- 2002 : Primitifs de Vanessa Filho
- 2003 : Ripoux 3 de Claude Zidi : Marie Morzini